# Sandwich (Illinois)
Sandwich es una ciudad ubicada en el condado de DeKalb en el estado estadounidense de Illinois. En el Censo de 2010 tenía una población de 7421 habitantes y una densidad poblacional de 608,85 personas por km².

## Geografía
Sandwich se encuentra ubicada en las coordenadas 41°39′0″N 88°37′9″O / 41.65000, -88.61917. Según la Oficina del Censo de los Estados Unidos, Sandwich tiene una superficie total de 12.19 km², de la cual 12,15 km² corresponden a tierra firme y (0,34 %) 0,04 km² es agua.

## Demografía
Según el censo de 2010, había 7421 personas residiendo en Sandwich. La densidad de población era de 608,85 hab./km². De los 7421 habitantes, Sandwich estaba compuesto por el 90,89 % blancos, el 0,47 % eran afroamericanos, el 0,23 % eran amerindios, el 0,75 % eran asiáticos, el 5,51 % eran de otras razas y el 2,14 % eran de una mezcla de razas. Del total de la población el 12,6 % eran hispanos o latinos de cualquier raza.